# Tir en suspensió
En bàsquet, un tir en suspensió és un llançament a cistella que el jugador efectua amb un salt per quedar suspès en l'aire amb la potència de les pròpies cames, i en el moment en el qual s'arriba al punt més alt del salt, és quan es llança a cistella.
Per fer un bon tir en suspensió, s'han de treballar aquests dos aspectes: mantenir l'equilibri i coordinar el salt amb el tir. En primer lloc, abans de rebre la pilota s'haurà d'estar amb les mans preparades per efectuar el tir i flexionat per quan la bolla arribi estar preparat per saltar i llançar. També hi ha l'opció de fer-ho després de botar la pilota que s'haurà de coordinar el bot amb els peus per poder alçar-te bé i no perdre l'equilibri.
El creador és Ken Sailors el 1934.